# Cachoeiras de Macacu
Cachoeiras de Macacu is een gemeente in de Braziliaanse deelstaat Rio de Janeiro. De gemeente telt 57.300 inwoners (schatting 2009).
De gemeente grenst aan Nova Friburgo, Rio Bonito, Itaboraí, Guapimirim, Silva Jardim en Teresópolis.

## Geboren in Cachoeiras de Macacu
- Manoel Anselmo da Silva, "Maneco" (1922-1956), voetballer